# 33. sydlige breddekreds
Den 33. sydlige breddekreds (eller 33 grader sydlig bredde) er en breddekreds, der ligger 33 grader syd for ækvator. Den løber gennem Atlanterhavet, Afrika, det Indiske Ocean, Australasien, Stillehavet og Sydamerika.